# Marian Emma Chase
Marian Emma Chase (Londen, 18 april 1844 - aldaar, 15 maart 1905) was een Brits kunstschilder, aquarellist en tekenaar. Ze is vooral bekend om haar aquarellen met bloemen, fruit en stillevens. 

## Biografie
Chase werd op 18 april 1844 geboren in Londen als dochter van de kunstenaar John Chase en zijn tweede vrouw, Georgiana Ann Chase (geboren Harris). Johns eerste vrouw, Mary Ann Rix, was aquarellist geweest en overleed in 1840.
Chase ging naar school in Richmond en kreeg les van zowel haar vader als van Margaret Gillies. Ze werkte voornamelijk in Engeland en hoewel ze ook bij andere galerieën exposeerde, stuurde ze het overgrote deel van haar aquarellen naar het Royal Institute of Painters in Water Colours.
Als schilder van aquarellen van bloemen, fruit en stillevens drukte ze haar stempel, dankzij haar waarheidsgetrouwe kleuren en delicate behandeling. Ze schilderde in dezelfde medium interieurs, enkele landschappen en tegen het einde van haar leven, studies van bloementuinen. Ze werkte ook af en toe met olieverf.
Chase stierf in 1905 na een hartoperatie en ligt begraven op de begraafplaats van St.Pancreas en Islington in Noord-Londen.

## Carrière
Ze exposeerde van 1866 tot 1905 aan de Royal Academy of Arts, de Royal Society of British Artists, het Royal Institute, de Dudley Gallery en de Grosvenor Gallery. Ze exposeerde ook op de Great Exhibition van 1871 en op verschillende provinciale, koloniale en buitenlandse tentoonstellingen. 
Op 22 maart 1875 werd ze verkozen tot medewerker van het Institute of Painters in Water Colours (nu het Royal Institute of Painters in Water Colours) en in 1879 werd ze een volwaardig lid. In 1878 droeg ze tekeningen en aquarellen bij aan het tijdschrift "The Garden". In 1888 kende de Royal Horticultural Society haar een zilveren medaille toe.
Werken van haar zijn te vinden in onder andere het Victoria and Albert Museum (Wild Flowers, aquarel, 1872) en de Aberdeen Art Gallery (Roses, aquarel).
Haar werk An Interesting Story werd opgenomen in het boek Women Painters of the World uit 1905.

## Werken (selectie)

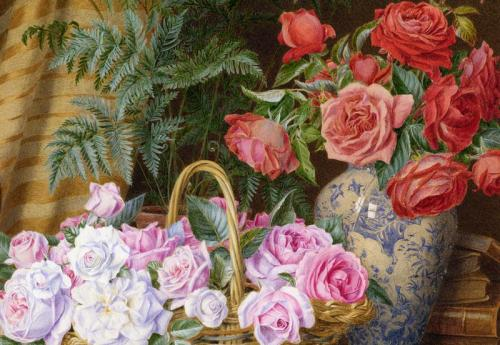
Roses, Aberdeen Art Gallery
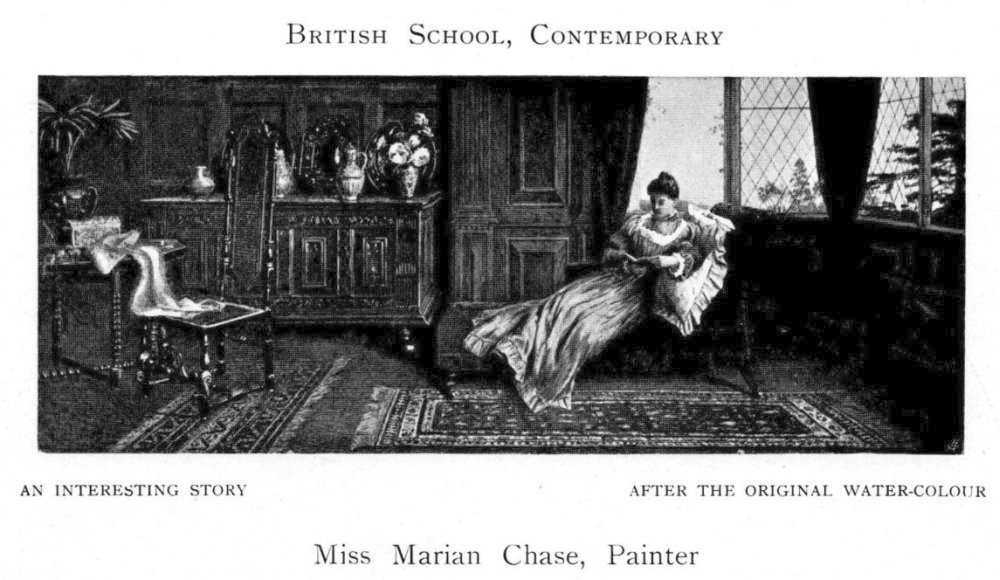
An Interesting Story
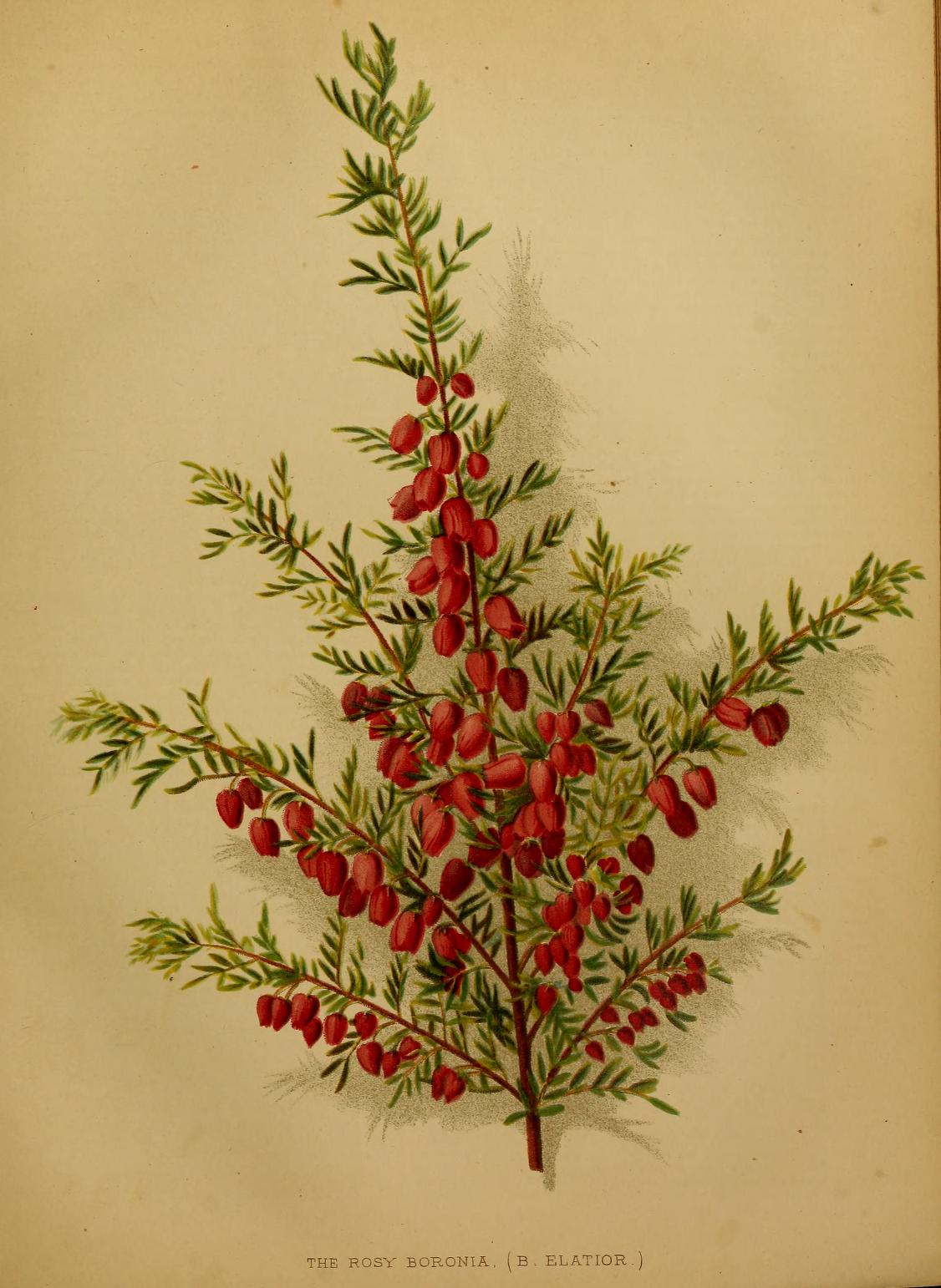
Boronia elatior, Vol 10 van The Garden, 1876
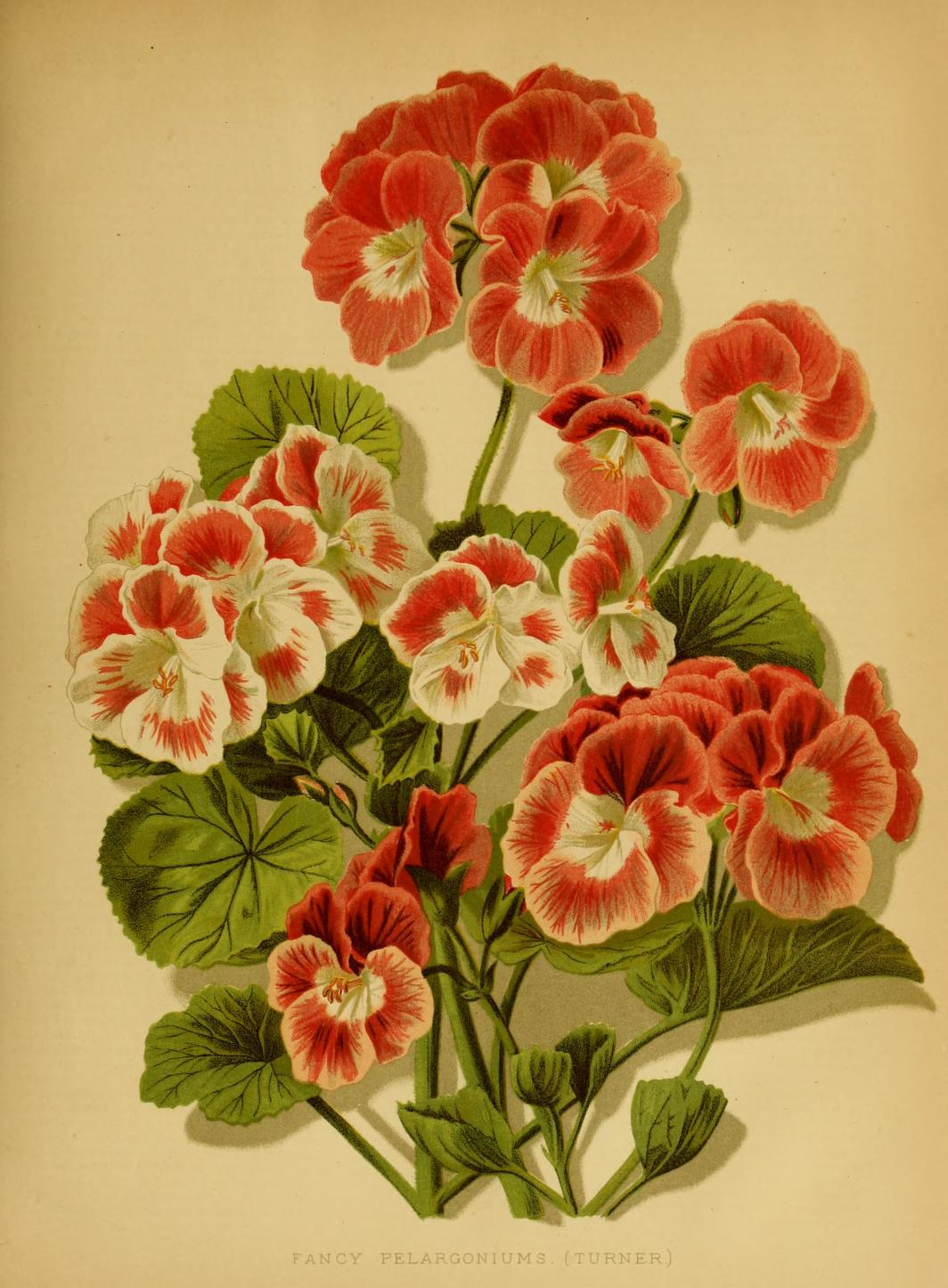
Fancy Pelargoniums, Vol 14 van The Garden, 1878
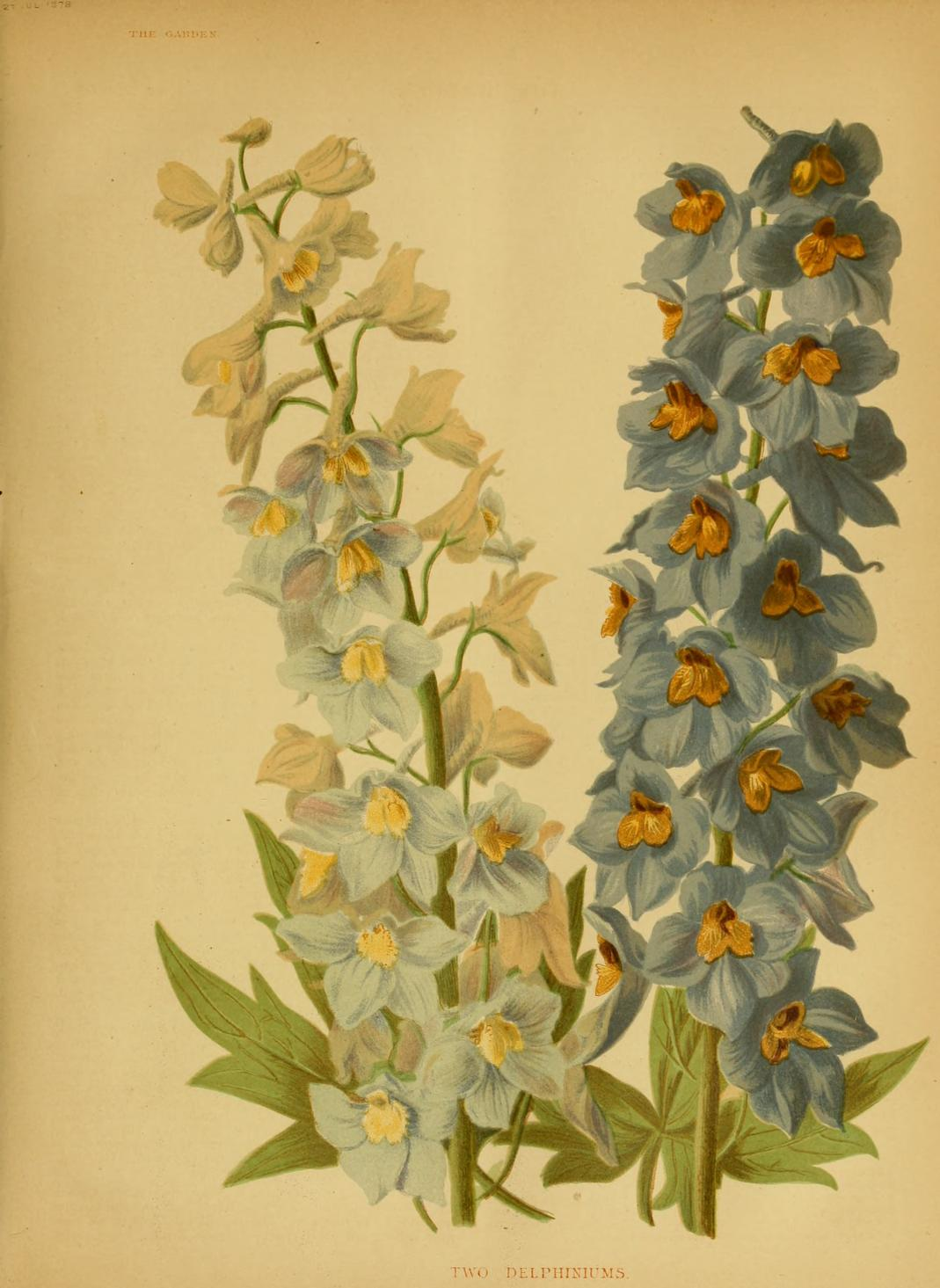
Perennial larkspurs, Vol 14 van The Garden, 1878

- RKD-Nederlands Instituut voor Kunstgeschiedenis: 16486
- Union List of Artist Names: 500003414
- Virtual International Authority File: 95701359